# 亚历山大·格里格斯
亚历山大·格里格斯（英語：Alexander Griggs，1838年10月27日—1903年1月26日）为美国蒸汽船船长及政治人物。他是北达科他州大福克斯市公认的创始人，因此被誉为“大福克斯之父”。除此之外，北达科塔州的格里格斯县亦是以他的名字命名的。

## 早年生活
格里格斯于1838年10月27日生于俄亥俄州玛丽埃塔，曾在童年时期跟家人先后般往威斯康辛州比敦和明尼苏达州圣保罗。在圣保罗，格里格斯开始了他在蒸汽船上的职业生涯。

## 职业生涯
格里格斯于1870年首次前往红河与红湖河的交汇处，即今天大福克斯的所在地，其任务是用平底船向红河下游运送货物。不过在同年秋天，格里格斯在这一地区运送货物时由于河流结冻导致船只不慎搁浅。因此格里格斯及其船员在此地修建了一栋木屋，并于1870年至1871年的冬季一直居住在此。后来他们决定在此地建设一座新的城镇，随后很多人加入其中，大福克斯社区得以拔地而起。格里格斯于1875年对大福克斯进行了规划，为今天大福克斯的城镇遗址。
随后格里格斯于1888年至1889年间担任大福克斯第五任市长。格里格斯还曾担任该市的第三任邮政局长、在大福克斯市议会担任大福克斯县专员、参加北达科他州制宪会议，以及担任地区铁路委员会主席。此外格里格斯还创立了银行、煤气厂、大福克斯轧辊磨坊、大福克斯的第一座砖砌商业大楼，并开设了一家旅馆（格里格斯之家）。为纪念其功绩，格里格斯县法院的广场上立有格里格斯的塑像。

## 逝世
亚历山大·格里格斯于1903年1月26日在华盛顿州韦纳奇逝世，享年64岁。